# Every Breath You Take
"Every Breath You Take" là một bài hát của ban nhạc người Anh quốc The Police nằm trong album phòng thu thứ năm và cũng là cuối cùng của họ, Synchronicity (1983). Nó được phát hành vào ngày 20 tháng 5 năm 1983 như là đĩa đơn đầu tiên trích từ album bởi A&M Records. Bài hát được viết lời bởi giọng ca chính của ban nhạc Sting dựa trên những trải nghiệm cá nhân của ông sau khi ly dị người vợ đầu tiên Frances Tomelty và bắt đầu mối quan hệ với người bạn thân của cô Trudie Styler đã gây nên nhiều tranh cãi lúc bấy giờ, trong khi phần sản xuất được đảm nhiệm bởi toàn bộ những thành viên của The Police (Sting, Stewart Copeland, Henry Padovani và Andy Summers) với Hugh Padgham, người trước đó đã hợp tác với họ cho album phòng thu trước Ghost in the Machine (1981). "Every Breath You Take" là một bản new wave và soft rock ballad mang nội dung đề cập đến những sắc thái của sự ám ảnh và ghen tuông, trong đó tập trung khai thác câu chuyện của một người đàn ông mang bản chất chiếm hữu trong tình yêu bằng việc luôn quan sát từng hơi thở và hành động của người bạn gái.
Sau khi phát hành, "Every Breath You Take" nhận được những phản ứng tích cực từ các nhà phê bình âm nhạc, trong đó họ đánh giá cao giai điệu có chiều sâu, chất giọng của Sting và quá trình sản xuất nó. Ngoài ra, bài hát còn gặt hái nhiều giải thưởng và đề cử tại những lễ trao giải lớn, bao gồm ba đề cử giải Grammy cho Thu âm của năm, Bài hát của năm và Trình diễn song tấu hoặc nhóm nhạc giọng pop xuất sắc nhất tại lễ trao giải thường niên lần thứ 26, và chiến thắng hai hạng mục sau. "Every Breath You Take" cũng tiếp nhận những thành công vượt trội về mặt thương mại, đứng đầu các bảng xếp hạng ở Canada, Ireland và Vương quốc Anh, đồng thời lọt vào top 10 ở tất cả những thị trường bài hát xuất hiện, bao gồm vươn đến top 5 ở nhiều thị trường lớn như Úc, Phần Lan, Pháp, Ý, Na Uy, Tây Ban Nha và Thụy Điển. Tại Hoa Kỳ, nó đạt vị trí số một trên bảng xếp hạng Billboard Hot 100 trong tám tuần liên tiếp, trở thành đĩa đơn quán quân đầu tiên và duy nhất của The Police tại đây. Tính đến nay, "Every Breath You Take" đã bán được hơn 9 triệu bản trên toàn cầu, trở thành một trong những đĩa đơn bán chạy nhất mọi thời đại.
Video ca nhạc cho "Every Breath You Take" được đạo diễn bởi Godley & Creme, trong đó bao gồm những cảnh The Police hát và chơi nhạc trong một khán phòng khiêu vũ tối, xen kẽ với hình ảnh một người đàn ông đang cố gắng lau cửa sổ từ sàn đến trần nhà phía sau họ. Nó đã nhận được tám đề cử tại giải Video âm nhạc của MTV năm 1984, và chiến thắng một hạng mục cho Quay phim xuất sắc nhất. Được ghi nhận là bài hát trứ danh trong sự nghiệp của ban nhạc, bài hát đã lọt vào danh sách những tác phẩm xuất sắc nhất mọi thời đại bởi nhiều tổ chức và ấn phẩm âm nhạc, bao gồm vị trí thứ 84 trong danh sách 500 Bài hát vĩ đại nhất mọi thời đại của Rolling Stone và được liệt kê vào 500 Bản nhạc giúp định hình Rock & Roll của Đại sảnh Danh vọng Rock and Roll. Ngoài ra, nó còn được hát lại và sử dụng làm nhạc mẫu bởi nhiều nghệ sĩ khác nhau, như Bruce Springsteen, Tom Jones, "Weird Al" Yankovic, Puff Daddy, Usher, Backstreet Boys, Christina Aguilera, Maroon 5 và Imagine Dragons, cũng như xuất hiện trong nhiều tác phẩm điện ảnh và truyền hình, bao gồm American Horror Story, Casualty, The Simpsons và Stranger Things.

## Danh sách bài hát
Đĩa 7"
1. "Every Breath You Take" – 3:56
2. "Murder by Numbers" – 4:31

Đĩa 7" phiên bản 2 đĩa
1. "Every Breath You Take" – 4:13
2. "Murder by Numbers" – 4:31
3. "Man in a Suitcase" (trực tiếp) – 2:18
4. "Truth Hits Everybody '83" – 3:34

## Xếp hạng
| Bảng xếp hạng (1983-2015)             | Vị trí cao nhất |
| ------------------------------------- | --------------- |
| Úc (Kent Music Report)                | 2               |
| Áo (Ö3 Austria Top 40)                | 8               |
| Bỉ (Ultratop 50 Flanders)             | 9               |
| Canada Top Singles (RPM)              | 1               |
| Canada (RPM)                          | 1               |
| Đan Mạch (IFPI)                       | 9               |
| Phần Lan (Suomen virallinen lista)    | 5               |
| Pháp (IFOP)                           | 3               |
| Đức (Official German Charts)          | 8               |
| Ireland (IRMA)                        | 1               |
| Isarel (Kol Yisrael)                  | 1               |
| Ý (FIMI)                              | 3               |
| Hà Lan (Dutch Top 40)                 | 6               |
| Hà Lan (Single Top 100)               | 3               |
| New Zealand (Recorded Music NZ)       | 6               |
| Na Uy (VG-lista)                      | 2               |
| Nam Phi (Springbok Radio)             | 1               |
| Tây Ban Nha (AFYVE)                   | 2               |
| Thụy Điển (Sverigetopplistan)         | 2               |
| Thụy Sĩ (Schweizer Hitparade)         | 6               |
| Anh Quốc (OCC)                        | 1               |
| Hoa Kỳ Billboard Hot 100              | 1               |
| Hoa Kỳ Adult Contemporary (Billboard) | 5               |
| Hoa Kỳ Mainstream Rock (Billboard)    | 1               |

| Bảng xếp hạng (1983)                 | Vị trí |
| ------------------------------------ | ------ |
| Australia (Kent Music Report)        | 10     |
| Belgium (Ultratop 50 Flanders)       | 42     |
| Canada (RPM)                         | 1      |
| Denmark (IFPI)                       | 42     |
| France (IFOP)                        | 50     |
| Germany (Official German Charts)     | 38     |
| Italy (FIMI)                         | 10     |
| Netherlands (Dutch Top 40)           | 42     |
| Netherlands (Single Top 100)         | 45     |
| New Zealand (Recorded Music NZ)      | 35     |
| South Africa (Springbok Radio)       | 5      |
| UK Singles (Official Charts Company) | 16     |
| US Billboard Hot 100                 | 1      |
| US Adult Contemporary (Billboard)    | 23     |

| Bảng xếp hạng (1980-89) | Vị trí |
| ----------------------- | ------ |
| US Billboard Hot 100    | 5      |

| Bảng xếp hạng        | Vị trí |
| -------------------- | ------ |
| US Billboard Hot 100 | 31     |

## Chứng nhận
| Quốc gia | Chứng nhận | Số đơn vị/doanh số chứng nhận |
| --- | ---------- | ----------------------------- |
| Canada (Music Canada) | —          | 150,000                       |
| Đan Mạch (IFPI Đan Mạch) | Vàng       | 45.000‡                       |
| Ý (FIMI) | Vàng       | 25.000‡                       |
| Anh Quốc (BPI) | Bạch kim   | 600.000‡                      |
| Hoa Kỳ (RIAA) | Vàng       | 1.000.000^                    |
| * Chứng nhận dựa theo doanh số tiêu thụ. ^ Chứng nhận dựa theo doanh số nhập hàng. ‡ Chứng nhận dựa theo doanh số tiêu thụ và phát trực tuyến. |            |                               |